# Fischwilderei
Fischwilderei ist nach § 293 des deutschen Strafgesetzbuches (StGB) die Verletzung eines fremden Fischereirechts oder Fischereiausübungsrechtes dadurch, dass jemand unberechtigt fischt oder eine Sache, die dem Fischereirecht unterliegt, sich zueignet, beschädigt oder zerstört. Sie wird mit Freiheitsstrafe bis zu zwei Jahren oder mit Geldstrafe bestraft.
Der Tatbestand der Fischwilderei stellt strafrechtlich eine dogmatische Besonderheit dar. Grundsätzlich definiert § 11 Nr. 6 StGB, dass das Unternehmen einer Tat deren Versuch und deren Vollendung umfasst. Als sogenanntem „unechtem Unternehmensdelikt“ fehlt dem Tatbestand der Fischwilderei die Abgrenzung des Versuchs von der Vollendung der Tat. Auf den tatbestandlichen Erfolg (Fisch an der Angel) wird letztlich nicht abgestellt. Das bloße Hineinhalten einer Angel ins Wasser führt bereits zur Vollendung der Tat. 
Fischwilderei betrifft allein das Fischen nach herrenlosen Fischen. In geschlossenen Privatgewässern, also insbesondere in Teichen, stehen die Tiere hingegen regelmäßig im Eigentum (§ 960 Abs. 1 BGB), sodass die Entnahme ohne Erlaubnis des Berechtigten nicht Fischwilderei, sondern Diebstahl gemäß § 242 StGB ist. Vorbereitungsmaßnahmen zum Fischen können bereits ein strafbarer Diebstahlsversuch sein. Die Tathandlung richtet sich nicht allein auf Fische, denn Fische im Sinne des Fischereirechts sind alle nach örtlicher Rechtslage fischbaren Tiere wie Neunaugen, Krebse und Muscheln, in einigen Bundesländern zudem Fischnährtiere. Auch sonstige dem Fischereirecht unterliegende (tote) Sachen, wie Seemoos oder Muschelschalen, sind gemäß § 293 Ziffer 2 StGB gegen unberechtigte Zueignung oder Beschädigung geschützt. Wer gewilderte (oder gestohlene) Fische oder sonstige geschützte Objekte wissentlich und zur eigenen Bereicherung oder zur Bereicherung Dritter ankauft, absetzt oder abzusetzen hilft oder dies versucht, macht sich der Hehlerei nach § 259 StGB strafbar. 
Für die Tatbestandsverwirklichung der Fischwilderei ist die Überschreitung von Fangquoten ausreichend, soweit diese gesetzlich geregelt sind. 
Zur Strafverfolgung kann ein Strafantrag gemäß § 294 StGB erforderlich sein. Angeln und andere Fischereigeräte können nach § 295 StGB eingezogen werden.

## Historische Entwicklung
Im Reichsstrafgesetzbuch galt die Fischwilderei als Antragsdelikt mit der Schwere eines Vergehens. § 296 R-StGB regelte die Fischwilderei als Fischen oder Krebsen unter Anwendung von Fackellicht oder bei Nachtzeit, durch Anwendung schädlicher oder explodierender Stoffe. Das Strafmaß betrug Geldstrafe bis 200 Taler/600 Mark oder Gefängnisstrafe bis sechs Monate.
Der Tatbestand wurde ab 1. September 1935 im § 293 neu gefasst: Fischwilderei umfasste das Fischen, sich Zueignen, Beschädigen oder Zerstören von Sachen unter Verletzung fremden Fischereirechts. Das Strafmaß betrug Gefängnis bis zwei Jahre oder Geldstrafe. Besonders schwere Fälle wurden mit Gefängnis nicht unter einem Monat geahndet. Gewerbs- oder gewohnheitsmäßige Fischwilderei wurde mit mindestens drei Monaten Gefängnis bestraft.
Im Rahmen der Großen Strafrechtsreform wurde 1969 das Strafmaß für besonders schwere Fälle und gewerbs- oder gewohnheitsmäßige Fälle auf maximal fünf Jahre Freiheitsstrafe begrenzt.
Ab dem 1. Januar 1975 war für besonders schwere Fälle der Fischwilderei ein Mindeststrafmaß in Form einer Geldstrafe möglich.
Seit 1. April 1998 sind die Straftatbestände der besonders schweren und gewerbs- oder gewohnheitsmäßigen Fischwilderei ersatzlos gestrichen.